# Pseudogyndesoides
Pseudogyndesoides is een geslacht van hooiwagens uit de familie Gonyleptidae.
De wetenschappelijke naam Pseudogyndesoides is voor het eerst geldig gepubliceerd door B. Soares in 1944. 

## Soorten
Pseudogyndesoides omvat de volgende 3 soorten:
- Pseudogyndesoides bariguiensis
- Pseudogyndesoides latus
- Pseudogyndesoides pallidus